# Фійна
Фі́йна — село в Україні, у Жовківській міській громаді Львівського району Львівської області.

## Історія
Фійна (пол. Fujna) — село, належало до Жовківського повіту, 14,5 км на пд.-зах. від Жовкви, 2 км на південь від греко-католицької парафії в Крехові, лежить серед лісів та пісків. В 1880 році було 354 жителі, в тому числі 52 римо-католики.
В селі є річка Свинка. Є пам'ятник і козацькі могили. Також є сільська лікарня.
12 червня 2020 року, відповідно до розпорядження Кабінету Міністрів України № 718-р «Про визначення адміністративних центрів та затвердження територій територіальних громад Львівської області», село увійшло до складу Жовківської міської громади.
19 липня 2020 року, в результаті адміністративно-територіальної реформи та ліквідації Жовківського району, село увійшло до складу новоствореного Львівського району.

## Населення

### Мова
Розподіл населення за рідною мовою за даними перепису 2001 року:
| Мова       | Кількість | Відсоток |
| ---------- | --------- | -------- |
| українська | 134       | 100%     |